# 紅鰭小褐鱈
紅鰭小褐鱈，為輻鰭魚綱鱈形目稚鱈科的其中一種，分布於西北太平洋琉球海溝海域，為深海魚類，深度320-540公尺，體長可達21公分，棲息在底中層水域，生活習性不明。

## 扩展阅读
維基物種上的相關：紅鰭小褐鱈